# Élencourt
Élencourt é uma comuna francesa na região administrativa de Altos da França, no departamento de Oise. Estende-se por uma área de 1,34 km². Em 2010 a comuna tinha 53 habitantes (densidade: 39,6 hab./km²).